# في سر الرؤساء (كتاب)
في سر الرؤساء (سي أي إيه، البيت الأبيض، الإليزيه، الملفات السرية 1981/2010) كتاب من تأليف الفرنسي فإنسان نوزيل صدر في سنة 2010 يتناول فيه معلومات تم وصفها بالسريّة عن حروب وصراعات دولية في الفترة الواقعة بين عامي 1981 - 2010، وهي فترة تولّى فيها الرئاسة في الولايات المتحدة وفرنسا كل من فرانسوا ميتران - جاك شيراك - رونالد ريغان - جورج بوش الأب - بيل كلنتون وجورج بوش الإبن، توصّل المؤلف إلى المعلومات التي عرضها في الكتاب عن طريق العمل الأكاديمي والميداني المتمثل في مقابلة مسؤولين رفيعي المستوى وإعلاميين بارزين عايشوا الفترة الزمنية التي يغطيها الكتاب، وقد ذكر نوزيل العديد من المعلومات عدّها أسرارًا تبادلها رؤساء أمريكيون مع نظرائهم في فرنسا عن قادة عرب لا يرتاح لهم الغرب في تلك الفترة، وأخرى تشمل بعض ما عدّه خفايا الحرب الباردة وحرب الخليج الأولى والثانية والثالثة، وكذلك آثار اغتيال رفيق الحريري رئيس ورزاء لبنان الأسبق، كما تطرّق إلى عدد من تفاصيل العلاقة الفرنسية الأمريكية، طبع الكتاب باللغة الفرنسية في باريس، وهو يقع في 573 صفحة.